# Petri Lindroos

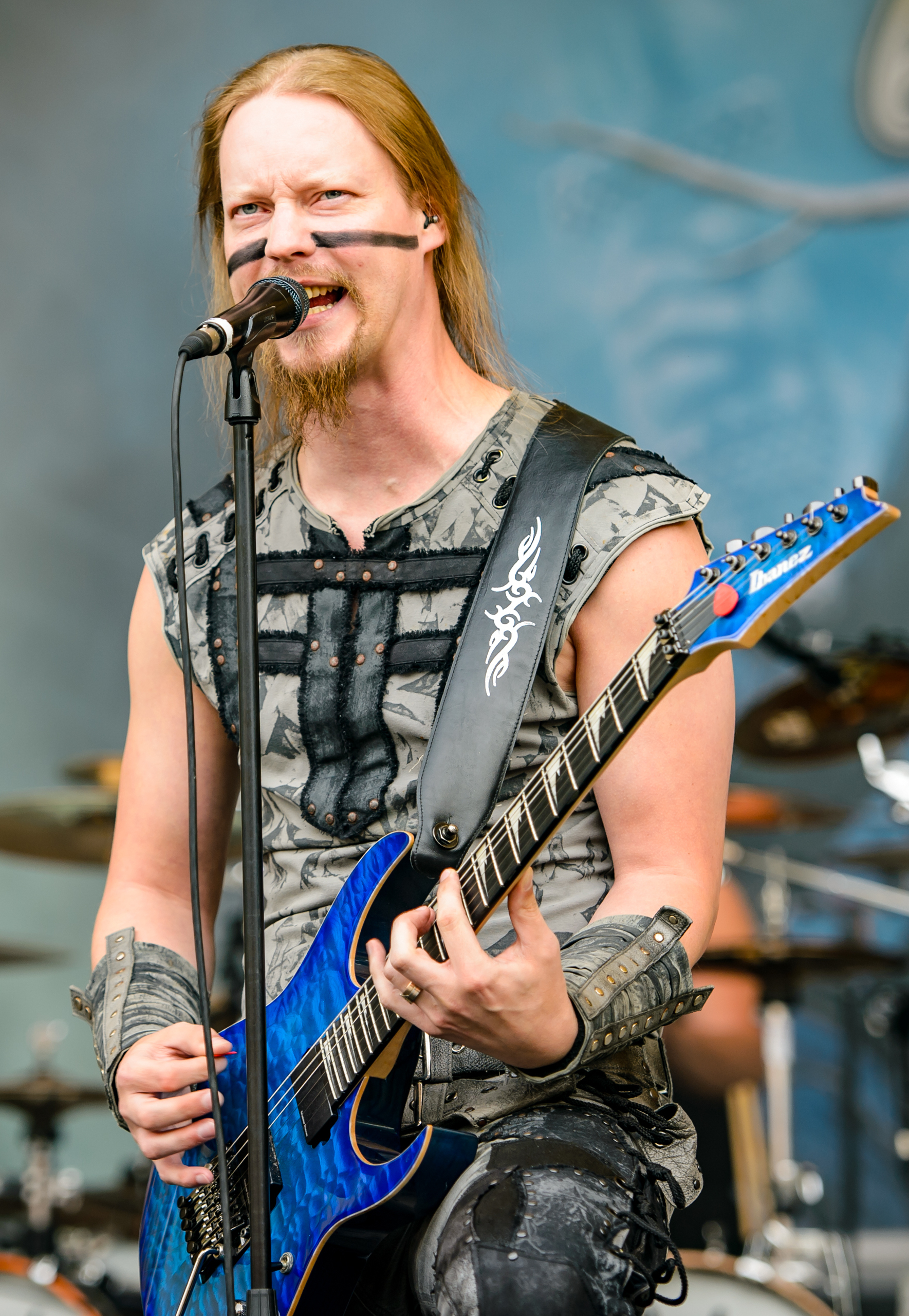
Petri Lindroos (2016)

Petri Lindroos (* 10. Januar 1980 in Espoo) ist ein finnischer Musiker und seit 2004 Sänger und Gitarrist der Folk-Metal-Band Ensiferum.

## Leben und Wirken

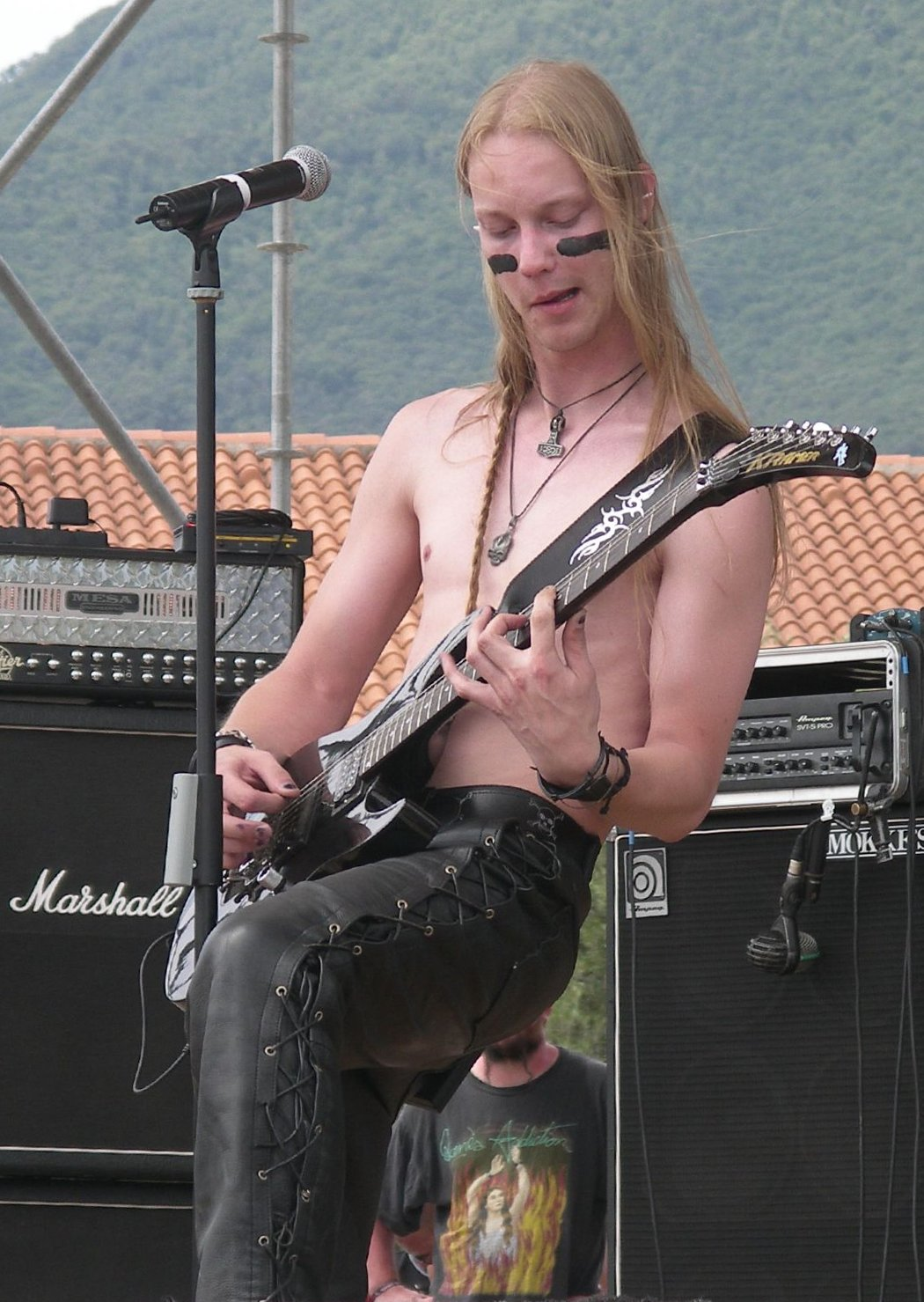
Petri Lindroos (2006)

Im Alter von 14 Jahren begann Lindroos (auch „Pete“ genannt), Gitarre zu spielen und gründete im Jahr 1996 gemeinsam mit Toni Hallio die Melodic-Death-Metal-Band Norther. Seine Lieblingsbands sind die US-amerikanischen Thrash-Metal-Bands Slayer und Megadeth. Musikalisch beeinflusst wurde Lindroos von Marty Friedman und Jeff Hanneman. Seit 2004 ist er Sänger und Gitarrist der Viking- bzw. Folk-Metal-Band Ensiferum.
Im März 2009 gaben Norther bekannt, dass sie sich von Lindroos trennen würden. Als Grund nannten sie, dass seine ausgedehnte Arbeit mit Ensiferum Norther als aktive Band behindern würde.
Seit 2023 spielt Lindroos ebenfalls für die Band Warmen von Janne Wirman dem ehemaligen Keyboarder von Children of Bodom.

## Equipment
- Kramer Baretta II Pro (24 Bünde, Seymour Duncan Tonabnehmer)
- Jackson Soloist
- Jackson Rhoads (yellow bevels, Japan production, single humbucker)
- Jackson Kelly
- Jim Dunlop Jazz III Plektren
- Jackson Dx10d
- Ibanez Prestige RG3550MZ GK
- Ibanez RGD2120Z
- Blackstar Amps

## Diskografie

### Norther
- Released (Single, 2002)
- Dreams of Endless War (2002)
- Unleash Hell (Single, 2003)
- Mirror of Madness (2003)
- Spreading Death (Single, 2004)
- Death Unlimited (2004)
- Spreading Death (Mini-DVD, 2004)
- Solution 7 (EP, 2005)
- Scream (Single, 2006)
- Till Death Unites Us (2006)
- No Way Back (EP, 2007)
- N (2008)

### Ensiferum
- Dragonheads (EP, 2006)
- 10th Anniversary Live (DVD, 2006)
- One More Magic Potion (Single, 2007)
- Victory Songs (2007)
- From Afar (2009)
- Unsung Heroes (2012)
- One Man Army (2015)
- Two Paths (2017)
- Thalassic (2020)
- Winter Storm (2024)

### Warmen
- Warmen Are Here for None (2023)
- Band of Brothers (Single, 2025)